# Peter von Sivers

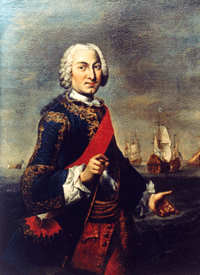
Peter von Sievers

Peter von Si(e)vers (* 1674 in Stade; † 1740), russischer Seeoffizier und Admiral von dänischer (ursprünglich holsteinischer) Abstammung.

## Leben
Anfangs in dänischen Diensten wurde er 1704 als Kapitän in der im Aufbau begriffenen russischen Flotte Zar Peters I. angenommen. 1732 als Admiral entledigt, zog er sich auf das ihm geschenkte Gut Ekekäll bei Hiitola (russ. Chijtola) in Karelien zurück. Er wurde 1716 in die Estländische Ritterschaft aufgenommen und begründete somit das Adelsgeschlecht Sivers.